# Heren van de Nacht
De  Negen Heren van de Nacht (Bolon Ti Ku, Heren van de Onderwereld) waren in Meso-Amerikaanse kalenders een set van negen goden die heersten over een specifieke nacht. De negen goden werkten in een eindeloze kringloop, zodat na iedere negen dagen dezelfde god weer terugkwam. Men zou dus kunnen zeggen dat ze een 'week' van negen dagen kenden.  
In de Azteekse kalender vormden de volgende goden de "Negen Heren van de Nacht":
1. Xiuhtecuhtli
2. Itztli
3. Piltzintecuhtli
4. Cinteotl
5. Mictlantecuhtli
6. Chalchiuhtlicue
7. Tlazolteotl
8. Tepeyollotl
9. Tlaloc

De Mayakalender kent ook een negendaagse cyclus die naar men veronderstelt beantwoordt aan die van de "Negen heren van de Nacht", maar of de hiëroglifische aanduidingen van de negen dagen godennamen zijn, is nog onduidelijk.
Er waren ook dertien 'Heren van de Hemel' of 'Heren van de Dag' (Oxlahun Ti Ku). Na de Wereldschepping verloren de Heren van de Hemel in een strijd van de Heren van de Onderwereld. Daarna werden er goden op de vier hoeken van de wereld geplaatst, die sindsdien de jaren  en de hemel torsen, dan wel de vier hoeken van de aarde dragen. Ze zijn de Bacabs, Chacs of Tlalocs.